# Sérvia nos Jogos Olímpicos de Inverno de 2022
Sérvia participou dos Jogos Olímpicos de Inverno de 2022, realizados em Pequim, na China.
Foi a quarta aparição do país em Olimpíadas de Inverno. Foi representado por dois atletas: Marko Vukićević e Nevena Ignjatović, ambos no esqui alpino.

## Competidores
Esta foi a participação por modalidade nesta edição:
| Esporte      | Masculino | Feminino | Total |
| ------------ | --------- | -------- | ----- |
| Esqui alpino | 1         | 1        | 2     |
| Total        | 1         | 1        | 2     |

## Desempenho

### Esqui alpino
Masculino
| Atleta          | Evento   | Tempo   | Dif.  | Pos. | Ref.  |
| --------------- | -------- | ------- | ----- | ---- | ----- |
| Marko Vukićević | Downhill | DNF     | DNF   | DNF  | [ 4 ] |
| Marko Vukićević | Super-G  | 1:29.45 | +9.51 | 34   | [ 5 ] |

Feminino
| Atleta            | Evento    | Descida 1 | Descida 1 | Descida 2 | Descida 2 | Total   | Total | Total | Ref.  |
| Atleta            | Evento    | Tempo     | Pos.      | Tempo     | Pos.      | Tempo   | Dif.  | Pos.  | Ref.  |
| ----------------- | --------- | --------- | --------- | --------- | --------- | ------- | ----- | ----- | ----- |
| Nevena Ignjatović | Downhill  | —         | —         | —         | —         | 1:40.73 | +8.86 | 30    | [ 6 ] |
| Nevena Ignjatović | Combinado | 1:37.02   | 22        | DSQ       | DSQ       | DSQ     | DSQ   | DSQ   | [ 7 ] |

Legenda
| Recorde mundial      | Recorde mundial (World record)               |                       | Recorde africano                      | Recorde africano (African) |                                           | Q | Classificado por posição (Qualified) |
| Recorde olímpico     | Recorde olímpico (Olympic record)            | Recorde da América    | Recorde da América (Americas)         | q                          | Classificado por melhor tempo (Qualified) |   |                                      |
| Melhor marca do ano  | Melhor marca do ano (World leading)          | Recorde asiático      | Recorde asiático (Asian)              | DNS                        | Não largou (Did not start)                |   |                                      |
| Recorde nacional     | Recorde nacional (National record)           | Recorde europeu       | Recorde europeu (European)            | DNF                        | Não terminou (Did not finish)             |   |                                      |
| Recorde pessoal      | Recorde pessoal do atleta (Personal best)    | Recorde da Oceania    | Recorde da Oceania (Oceania)          | DSQ / DQ                   | Desclassificado (Disqualified)            |   |                                      |
| Recorde da temporada | Recorde da temporada do atleta (Season best) | Recorde sul-americano | Recorde sul-americano (South America) | NM                         | Sem marca (No mark)                       |   |                                      |